# 库卢梅蒙代巴
库卢梅蒙代巴（法語：Couloumé-Mondebat）是法国热尔省的一个市镇，属于米朗德区（Mirande）普莱桑克县（Plaisance）。该市镇总面积22.85平方公里，2009年时的人口为202人。

## 人口
库卢梅蒙代巴人口变化图示